# روكسبورو
روكسبورو (بالإنجليزية: Roxboro)‏ هي مدينة أمريكية ومركز مقاطعة بيرسون في ولاية كارولاينا الشمالية في الولايات المتحدة الأمريكية.
تقع على بعد حوالي 30 دقيقة شمال ديرهام، نيويورك. عدد سكانها حسب إحصائيات عام 2010 بلغ 15.284 نسمة.

## التركيبة السكانية
حدّد مكتب تعداد الولايات المتحدة بيانات التركيبة السكانية لروكسبورو في تعداد الولايات المتحدة. في ما يلي، التركيبة السكانية حسب تعدادي 2000 و2010.

### تعداد عام 2000
بلغ عدد سكان روكسبورو 8,696 نسمة بحسب تعداد عام 2000، وبلغ عدد الأسر 3,666 أسرة وعدد العائلات 2,243 عائلة مقيمة في المدينة. في حين سجلت الكثافة السكانية 477 نسمة لكل كيلومتر مربع (1,235.4/ميل2). وبلغ عدد الوحدات السكنية 3,954 وحدة بمتوسط كثافة قدره 216.9 لكل كيلومتر مربع (561.8/ميل2).
وتوزع التركيب العرقي للمدينة بنسبة 50.08% من البيض و45.40% من الأمريكيين الأفارقة و0.57% من الأمريكيين الأصليين و0.24% من الأمريكيين ذوي الأصول الآسيوية و0.02% من سكان جزر المحيط الهادئ و2.59% من الأعراق الأخرى و1.09% من عرقين مختلطين أو أكثر و3.78% من الهسبانيون أو اللاتينيون من أي عرق.
بلغ عدد الأسر 3,666 أسرة كانت نسبة 32.2% منها لديها أطفال تحت سن الثامنة عشر تعيش معهم، وبلغت نسبة الأزواج القاطنين مع بعضهم البعض 35.2% من أصل المجموع الكلي للأسر، ونسبة 22% من الأسر كان لديها معيلات من الإناث دون وجود شريك، بينما كانت نسبة 3.9% من الأسر لديها معيلون من الذكور دون وجود شريكة وكانت نسبة 38.8% من غير العائلات. تألفت نسبة 33.8% من أصل جميع الأسر من عدة أفراد يعيشون في نفس المنزل ونسبة 15.2% كانت تتألف من شخص يعيش بمفرده يبلغ من العمر 65 عاماً أو أكثر. وبلغ متوسط حجم الأسرة المعيشية 2.30، أما متوسط حجم العائلات فبلغ 2.89.
بلغ العمر الوسطي للسكان 37.5 عاماً. وكانت نسبة 23.7% من القاطنين تحت سن الثامنة عشر، وكانت نسبة 8.2% بين الثامنة عشر والرابعة والعشرين عاماً، ونسبة 28.3% كانت واقعةً في الفئة العمرية ما بين الخامسة والعشرين والرابعة والأربعين عاماً، ونسبة 20.4% كانت ما بين الخامسة والأربعين والرابعة والستين، ونسبة 16.4% كانت ضمن فئة الخامسة والستين عاماً فما فوق. يوجد لكل 100 أنثى 80.3 ذكر، ويوجد لكل 100 أنثى في الثامنة عشر من عمرها فما فوق 76.3 ذكر.
بلغ متوسط دخل الأسرة في المدينة 26,875 دولارًا، أما متوسط دخل العائلة فبلغ 34,217 دولارًا. وكان متوسط دخل الذكور 26,120 دولارًا مقابل 21,624 دولارًا للإناث. وسجل دخل الفرد الخاص بالمدينة 15,325 دولارًا. وكانت نسبة 13.4% من العائلات ونسبة 16.8% من السكان تحت خط الفقر، وكان من هؤلاء نسبة 21.6% تحت سن الثامنة عشر ونسبة 14.5% في الخامسة والستين من العمر وما فوق.

### تعداد عام 2010
بلغ عدد سكان روكسبورو 8,362 نسمة بحسب تعداد عام 2010، وبلغ عدد الأسر 3,479 أسرة وعدد العائلات 1,979 عائلة مقيمة في المدينة. في حين سجلت الكثافة السكانية 458.7 نسمة لكل كيلومتر مربع (1,188.0/ميل2). وبلغ عدد الوحدات السكنية 4,044 وحدة بمتوسط كثافة قدره 221.8 لكل كيلومتر مربع (574.5/ميل2).
وتوزع التركيب العرقي للمدينة بنسبة 44.88% من البيض و46.84% من الأمريكيين الأفارقة و0.65% من الأمريكيين الأصليين و0.37% من الأمريكيين ذوي الأصول الآسيوية و0.02% من سكان جزر المحيط الهادئ و5.17% من الأعراق الأخرى و2.07% من عرقين مختلطين أو أكثر و8.73% من الهسبانيون أو اللاتينيون من أي عرق.
بلغ عدد الأسر 3,479 أسرة كانت نسبة 30.5% منها لديها أطفال تحت سن الثامنة عشر تعيش معهم، وبلغت نسبة الأزواج القاطنين مع بعضهم البعض 27.9% من أصل المجموع الكلي للأسر، ونسبة 23.7% من الأسر كان لديها معيلات من الإناث دون وجود شريك، بينما كانت نسبة 5.4% من الأسر لديها معيلون من الذكور دون وجود شريكة وكانت نسبة 43.1% من غير العائلات. تألفت نسبة 37% من أصل جميع الأسر من عدة أفراد يعيشون في نفس المنزل ونسبة 16.1% كانت تتألف من شخص يعيش بمفرده يبلغ من العمر 65 عاماً أو أكثر. وبلغ متوسط حجم الأسرة المعيشية 2.29، أما متوسط حجم العائلات فبلغ 2.99.
بلغ العمر الوسطي للسكان 40.2 عاماً. وكانت نسبة 22.9% من القاطنين تحت سن الثامنة عشر، وكانت نسبة 9.8% بين الثامنة عشر والرابعة والعشرين عاماً، ونسبة 22.8% كانت واقعةً في الفئة العمرية ما بين الخامسة والعشرين والرابعة والأربعين عاماً، ونسبة 25.9% كانت ما بين الخامسة والأربعين والرابعة والستين، ونسبة 18.6% كانت ضمن فئة الخامسة والستين عاماً فما فوق. وتوزع التركيب الجنسي للسكان بنسبة 45.3% ذكور و54.7% إناث.

## أعلام
- هنري سلوتر
- كارل لونغ
- جيم ثورب
- جورج ياربوروف